# 美幌・津別広域事務組合
美幌・津別広域事務組合（びほろ・つべつこういきじむくみあい）は、美幌町、津別町の2町で構成する一部事務組合。

## 処理事務
（『北海道一部事務組合の設置状況』より）
1. 消防に関する事務
2. 火葬場の管理に関する事務

## 管内の現況
- 管内の人口 - 23,833人
  - 美幌町 - 19,235人
  - 津別町 - 4,598人

2019年（令和元年）12月31日現在
- 管内の面積 - 1,155.21km2
  - 美幌町 - 438.41km2
  - 津別町 - 716.80km2

2019年（令和元年）10月1日現在

## 美幌・津別広域事務組合消防本部
美幌・津別広域事務組合消防本部（びほろ・つべつこういきじむくみあいしょうぼうほんぶ）は、美幌町、津別町の2町を管轄する消防部局（消防本部）。

### 所在地
- 消防本部・美幌消防署 - 北海道網走郡美幌町字栄町1丁目4番地
- 津別消防署 - 北海道網走郡津別町字新町1番地5

### 沿革
（『消防年報』より）
- 1971年（昭和46年）12月1日 - 美幌・津別消防事務組合が発足する。
- 1972年（昭和47年）4月1日 - 津別消防署が発足する。
- 1991年（平成3年）4月1日 - 美幌・津別広域事務組合に改称する。
- 2009年（平成21年）12月15日 - 高機能消防司令システムを導入する。
- 2013年（平成25年）4月1日 - 消防救急デジタル無線の運用を開始する。

### 組織
消防職員の数は2019年（平成31年）4月1日現在、67人である。
（『消防年報』より）
- 消防長
  - 消防次長
    - 消防本部グループ
      - 総務主幹
      - 警防主幹
      - 予防主幹
      - 通信主幹

    - 美幌消防署
      - 消防署グループ
        - 庶務主幹
        - 警防司令

    - 津別消防署
      - 消防署グループ
        - 警防司令

## 消防車両
「消防自動車等状況」参照
- タンク車：6台
- 水槽車：1台
- ポンプ車：7台
- 高規格救急車：4台
- 指揮車：1台
- 広報車：6台
- 林野工作車：1台
- その他車両：3台